# Dukszty (gmina w województwie wileńskim)
Dukszty – dawna gmina wiejska istniejąca do 1939 roku na obszarze Ziemi Wileńskiej/woj. wileńskiego (obecnie na Litwie). Siedzibą gminy było miasteczko Dukszty (1076 mieszkańców w 1921 roku).
Początkowo gmina należała do powiatu jezioroskiego w guberni kowieńskiej. 31 października 1919 gminę włączono do utworzonego pod Zarządem Cywilnym Ziem Wschodnich nowego powiatu brasławskiego, który wszedł w skład okręgu wileńskiego. 20 grudnia 1920 gmina weszła w skład tymczasowego okręgu nowogródzkiego, a 19 lutego 1921 została włączona do nowo utworzonego woj. nowogródzkiego. Od 13 kwietnia 1922 gmina Dukszty należała do objętej władzą polską Ziemi Wileńskiej, przekształconej 20 stycznia 1926 roku w województwo wileńskie. 1 stycznia 1926 roku gminę przyłączono do powiatu święciańskiego w tymże województwie.
11 kwietnia 1929 roku do gminy Dukszty przyłączono część obszaru gminy Daugieliszki. 24 listopada 1933 roku część obszaru gminy Dukszty włączono do gminy Daugieliszki. Po wojnie obszar gminy Dukszty wszedł w struktury administracyjne Związku Radzieckiego.

## Demografia
Według Powszechnego Spisu Ludności z 1921 roku gminę zamieszkiwało 4021 osób, 3213 było wyznania rzymskokatolickiego, 27 prawosławnego, 1 ewangelickiego, 339 staroobrzędowego, 435 mojżeszowego a 6 mahometańskiego. Jednocześnie 1.728 mieszkańców zadeklarowało polską przynależność narodową, 8 białoruska, 19 żydowską, 2031 litewską, 234 rosyjską, a 1 francuską. Było tu 659 budynków mieszkalnych.